# Quadratura

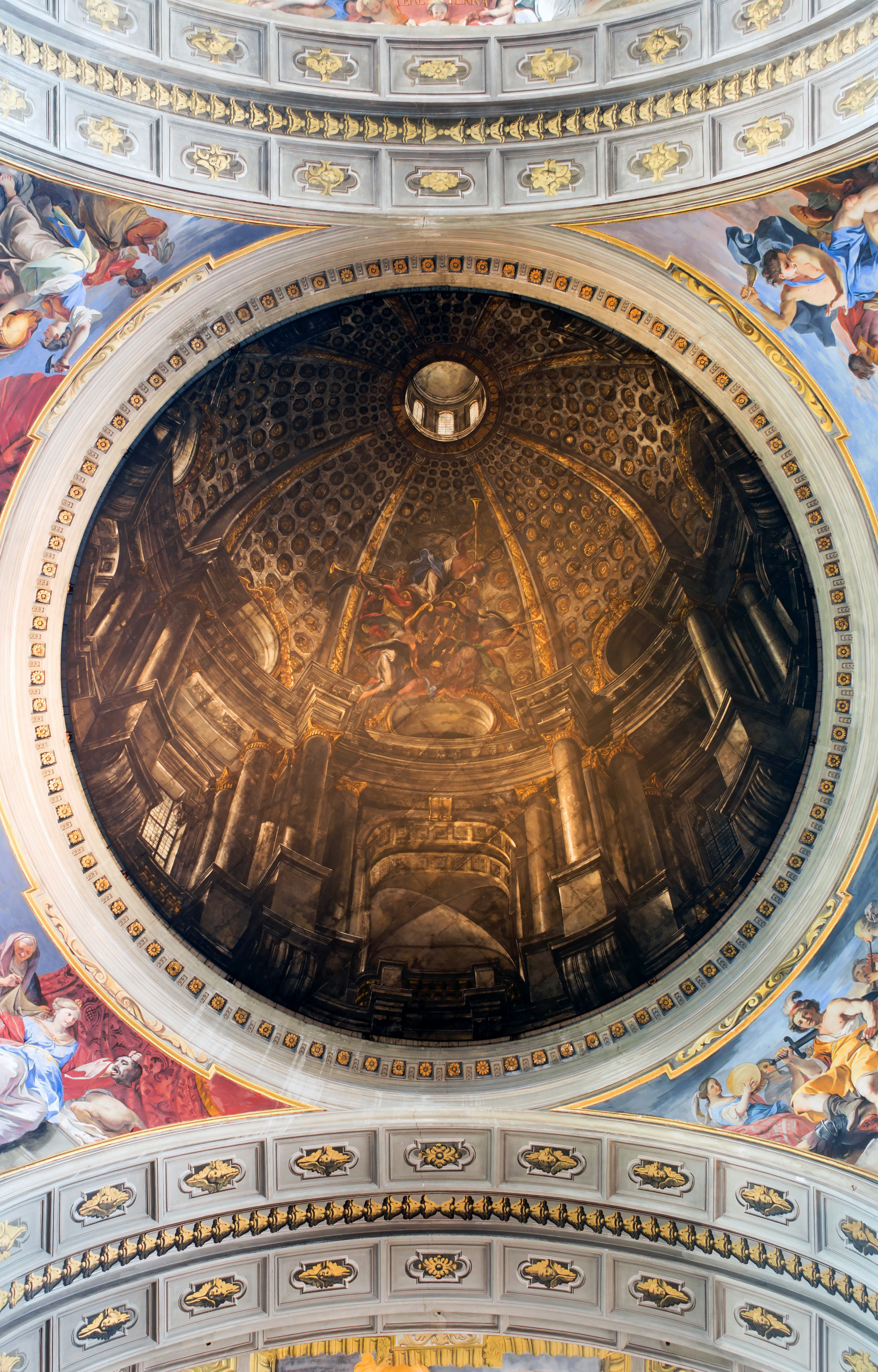
A perspectiva ilusionista da cúpula trompe-l'oeil de Andrea Pozzo em Sant'Ignazio (1685) cria a ilusão de um espaço arquitetónico real no que é, na realidade, uma superfície pintada ligeiramente côncava.

A pintura ilusionista de teto, que inclui as técnicas de perspectiva di sotto in sù (expressão italiana traduzível como "de baixo para cima") e quadratura, é a tradição na arte renascentista, barroca e rococó na qual o trompe-l'œil, ferramentas de perspectiva como encurtamento e outros efeitos espaciais são usados para criar a ilusão de espaço tridimensional numa superfície de teto bidimensional ou quase plano acima do observador. É frequentemente usado para criar a ilusão de um céu aberto, como no óculo da Camera degli Sposi, de Andrea Mantegna, ou a ilusão de um espaço arquitetónico, como a cúpula, um dos afrescos de Andrea Pozzo em Sant'Ignazio, Roma . A pintura ilusionista de teto pertence à classe geral de ilusionismo na arte, projetada para criar representações precisas da realidade . Desenvolveu-se a partir da necessidade de decorar com afrescos grandes superfícies murais dentro de igrejas, palácios ou vilas; que através de técnicas ilusionistas (como a arquitetura fictícia) foram aparentemente ampliadas, ultrapassando os limites arquitetônicos reais, numa violação da regra Albertiana de representação pictórica. Pelo contrário, adapta-se perfeitamente às convenções da retórica barroca e às suas abordagens persuasivas e de comunicação imediata, que povoavam as fictícias aberturas das abóbadas com santos e anjos. A construção destes espaços ilusionistas baseia-se sempre na regra da perspectiva , mas corrigida opticamente, para adaptá-la a ambientes demasiado longos ou demasiado baixos, o que implica certas licenças, como a utilização de mais do que um ponto de fuga.
O livreto Representation de l'espace de Jean Dubreuil é um exemplo da difusão dessas técnicas no  século XVII.
“Quadratura”, é um termo que foi introduzido pelos artistas de frescos ilusionistas do barroco do século XVII. Em Itália, a principal escola quadraturista foi a de Bolonha, cujo fundador foi Girolamo Curti "il dentone" e os seus alunos e colaboradores Agostino Mitelli e Angelo Michele Colonna. Ao contrário do trompe-l'œil ou do anterior "sotto in su", a "quadratura" está directamente relacionada com a perspectiva e com a representação da arquitectura. Esta técnica pictórica incluía também pinturas de estátuas e decorações ilusórias em estuque.

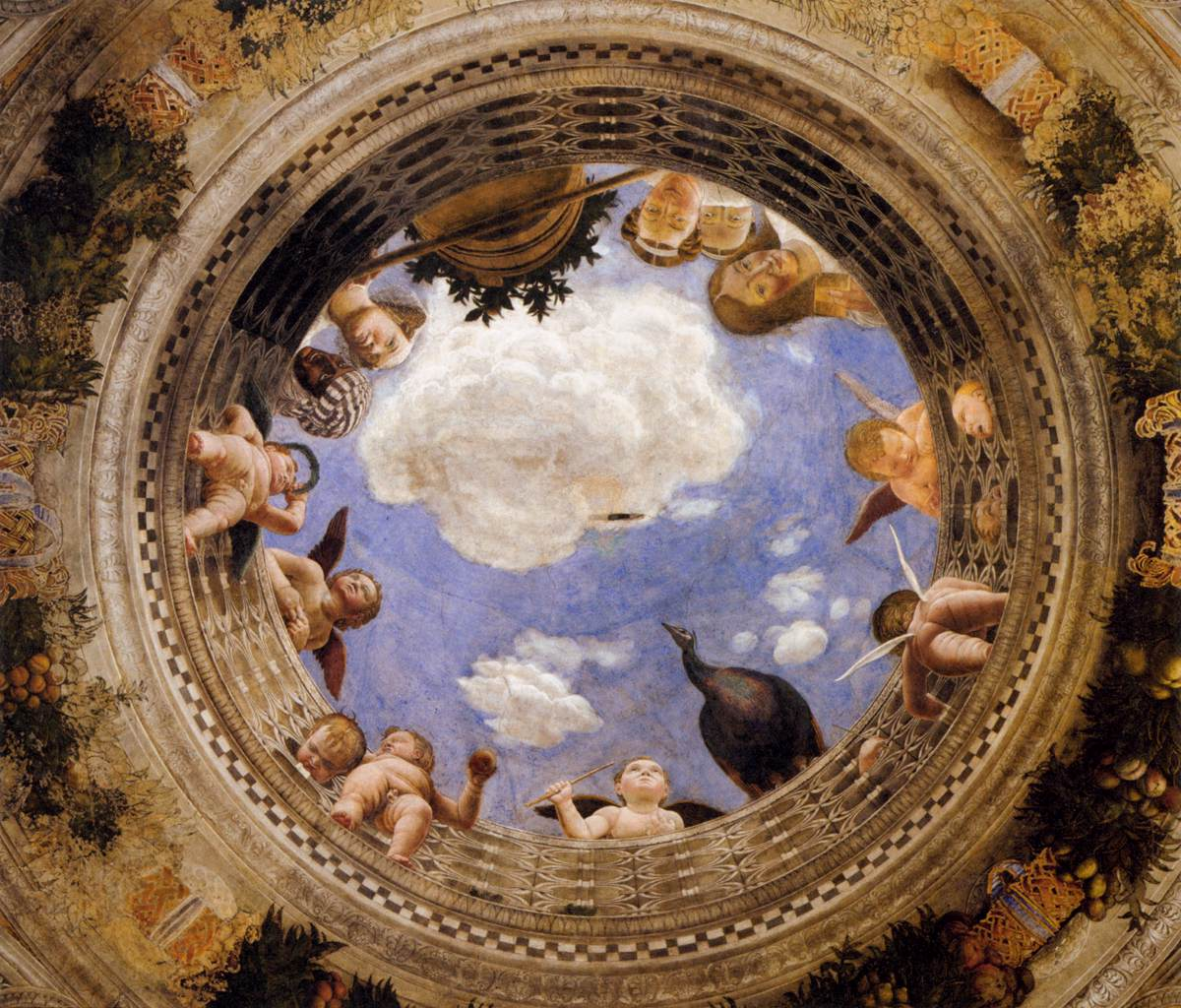
Andrea Mantegna, di sotto in sù afresco no teto da Camera degli Sposi do palácio ducal, Mântua

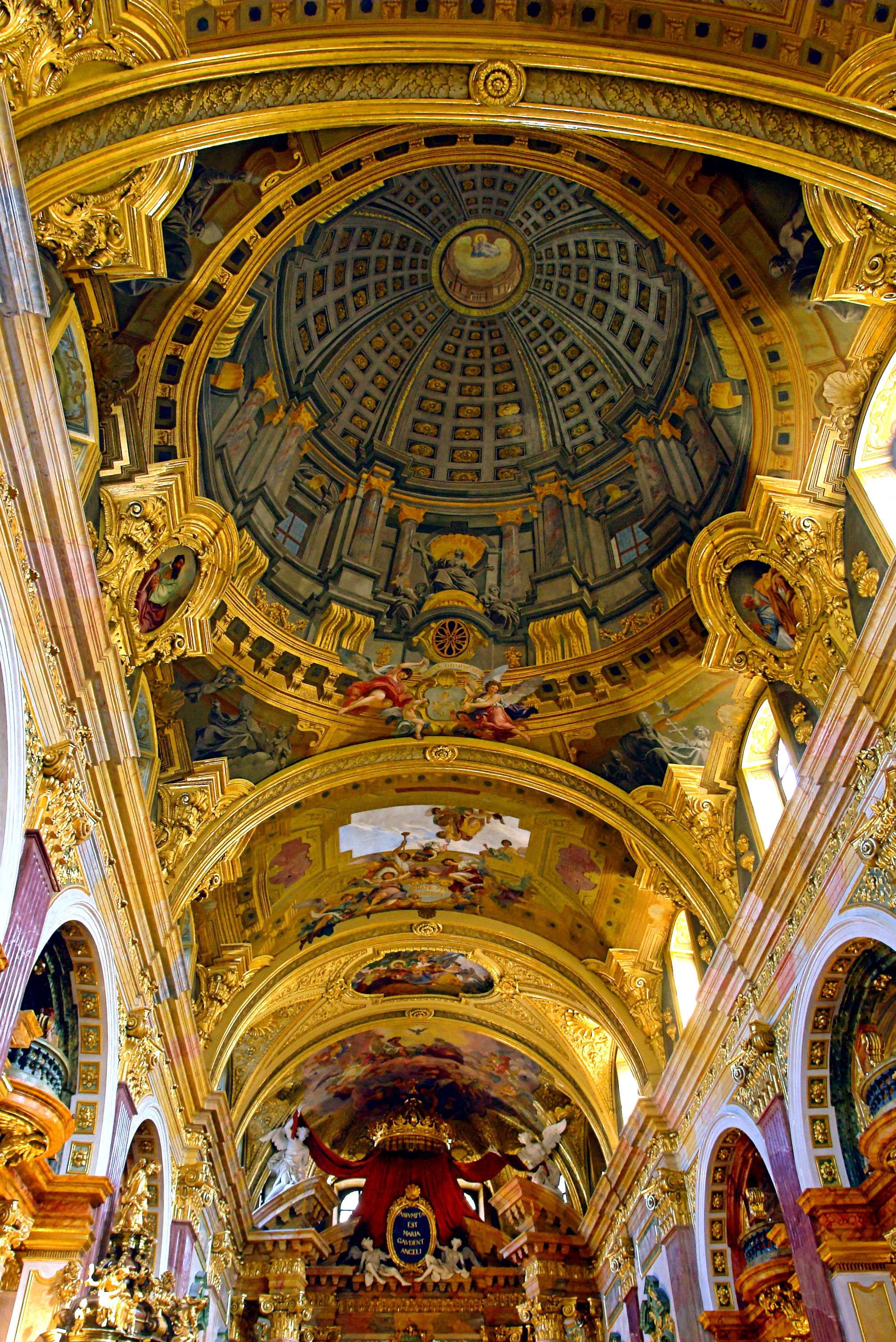
Teto da Igreja dos Jesuítas, Viena, por Andrea Pozzo (1703)

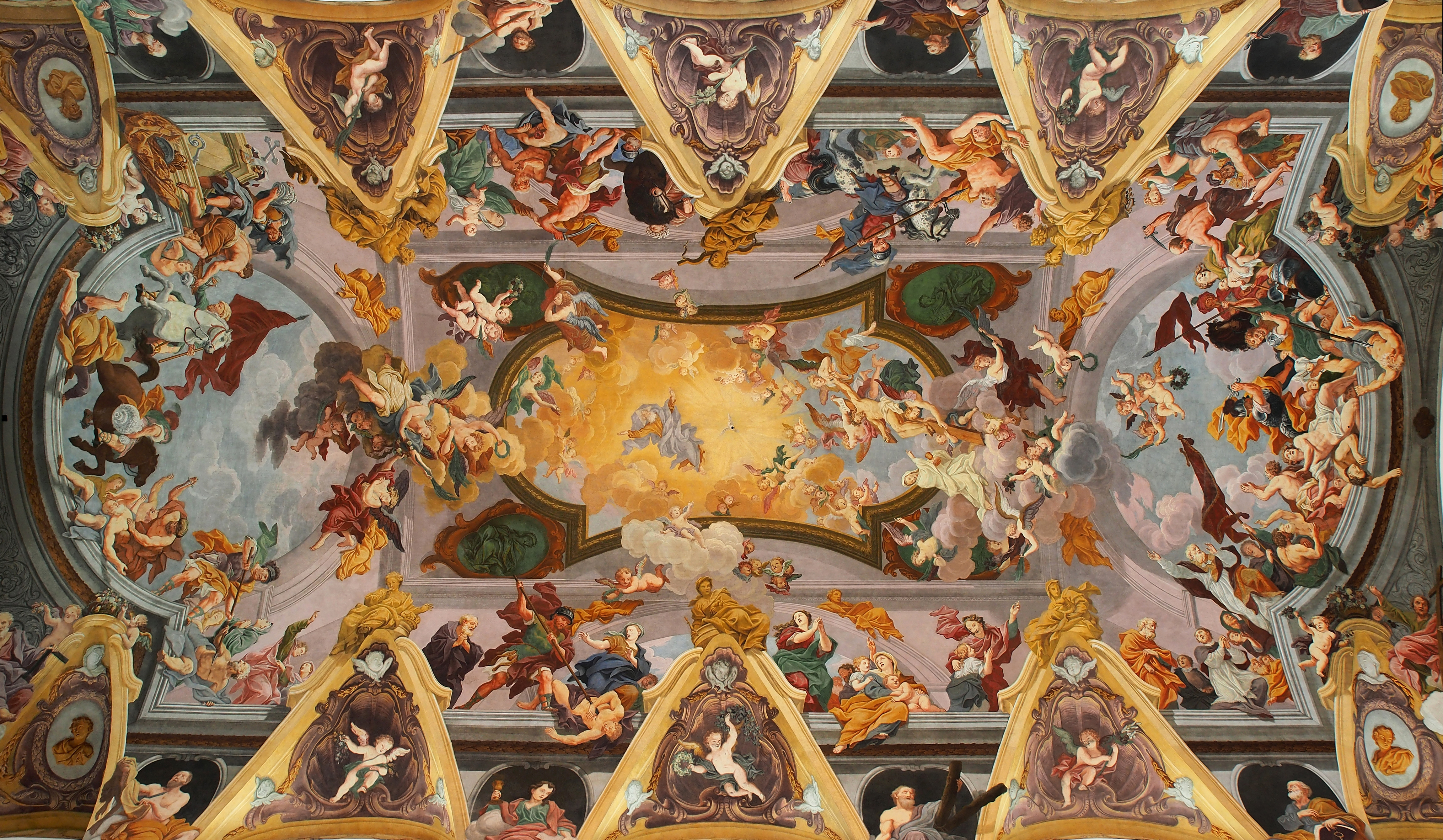
O teto da Catedral de Liubliana, pintado por Giulio Quaglio, o Jovem, em 1705–06

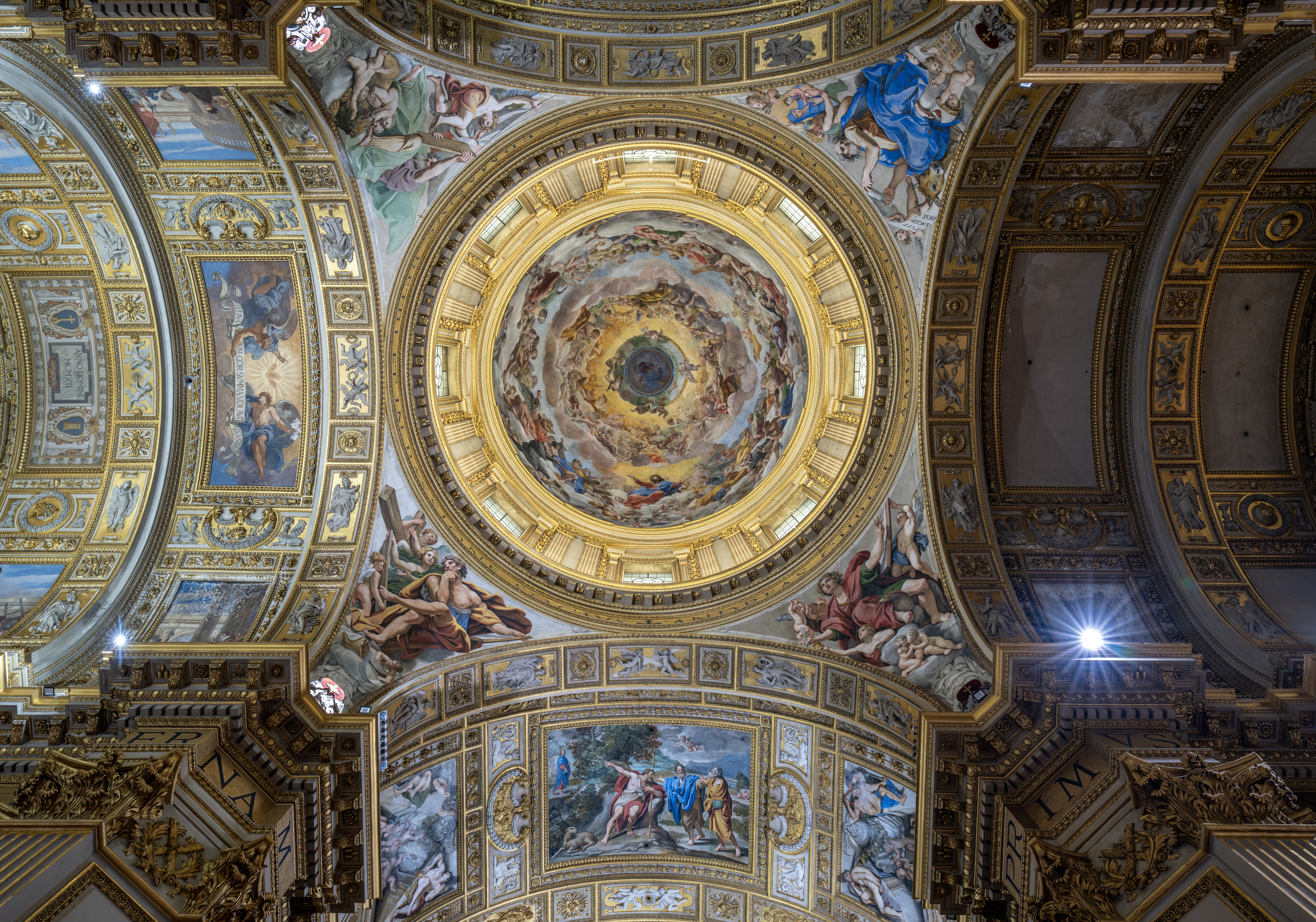
Cúpula de Sant'Andrea della Valle